# Tegenaria vignai
Tegenaria vignai är en spindelart som beskrevs av Brignoli 1978. Tegenaria vignai ingår i släktet husspindlar, och familjen trattspindlar.
Artens utbredningsområde är Turkiet. Inga underarter finns listade i Catalogue of Life.